# Руссель, Анри Франсуа Анн де
Анри Франсуа Анн де Руссель (фр. Henri François Anne de Roussel; 1748—1812) — французский ботаник и миколог.

## Биография
Анри Франсуа Анн де Руссель родился 11 июля 1748 года (или в 1747 году) в коммуне Сен-Боме-ле-Форж департамента Орн.
Учился на врача в Кане, в 1767 году получил степень магистра. В 1771 или 1772 году Руссель стал доктором медицины, затем преподавал в Канском университете. В 1773 году де Руссель был назначен профессором медицины Канского университета. Через три года, в 1776 год, он стал профессором медицинской ботаники. В 1778 году он стал членом Канской академии наук и искусств. С 1786 по 1797 год и с 1801 по 1812 год он работал директором Канского ботанического сада. В 1801 году он также стал профессором ботаники на факультете естественных наук.
Анри Франсуа Анн де Руссель скончался 12 февраля 1812 года в Кане.
Гербарные образцы растений и грибов, собранные де Русселем, хранятся в гербарии Канского университета (CN). Некоторые образцы находятся в гербарии Дублинского ботанического сада (DBN).

## Некоторые научные работы
- Roussel, H.-F.-A. de (1792). Tableau des plantes usuelles. 175 p.
- Roussel, H.-F.-A. de (1795—1796). Flore du Calvados. ed. 1. 268 p.
- Roussel, H.-F.-A. de (1806). Flora du Calvados. ed. 2. 372 p.

## Виды, названные в честь А. Ф. А. де Русселя
- Biatora rousselii Durieu & Mont., 1848
- Helminthosporium rousselianum Mont., 1849 [syn.  Pseudospiropes rousselianus (Mont.) M.B.Ellis, 1976]
- Hysterium rousselii De Not., 1847
- Nectria rousseliana Mont., 1851 [syn.  Pseudonectria rousseliana (Mont.) Seaver, 1909]
- Pithospermum rousselii Mont., 1856
- Rosa rousselii Ripart, 1876
- Roupala rousselii Vieill., 1864
- Sphaeria rousseliana Desm., 1849 [syn.  Phaeosphaeria rousseliana (Desm.) L.Holm, 1957]
- Thyridium rousselianum Sacc. & Speg., 1877